# Yvon Goujon
Yvon Goujon (* 21. Januar 1937 in Lorient) ist ein ehemaliger französischer Fußballspieler und -trainer.

## Vereinskarriere
Der Mittelstürmer, der aus einer fußballbegeisterten bretonischen Familie stammt (die Nationalspieler Antoine Cuissard, Julien und Yannick Stopyra sind nahe Verwandte Goujons), kam als 17-Jähriger zur AS Saint-Étienne; dort baute ihn deren Trainer Jean Snella behutsam in ein Erstligateam ein, in dem mit Claude Abbes, Rachid Mekhloufi, Eugène Njo-Léa und Kees Rijvers mehrere „Große“ des französischen Fußballs der 1950er standen. In der Saison 1956/57 gelang ihm ein erster Karrieresprung, als er während seines Armeedienstes mit der französischen Militärauswahl Weltmeister wurde und im Verein mit 10 Treffern zum Gewinn des Meistertitels beitrug; auch im nicht ganz so erfolgreichen Jahr darauf schoss Yvon Goujon 13 Tore für die Verts. Er war der Typ des „bulligen Reißers in der Sturmmitte“, kopfballstark und mit einem strammen Schuss ausgestattet.
In der Saison 1959/60 wurde er dennoch an den FC Sochaux ausgeliehen, musste mit der Mannschaft aber in die Division 2 absteigen. Nach der für Frankreich enttäuschenden Fußball-Europameisterschaft 1960 wurde er als Zweitligaspieler in die französische Nationalelf berufen und feierte dort einen gelungenen Einstand, so dass er schon als „legitimer Nachfolger Kopas“ bezeichnet wurde. Er wechselte daraufhin in der Winterpause zum Erstdivisionär FC Limoges – und konnte auch mit diesem Klub den Abstieg nicht verhindern, so dass er 1961 erneut weiterwanderte, diesmal in die heimatliche Bretagne zu Stade Rennes. Diese auf einer gewissen Leichtgläubigkeit beruhende Unstetigkeit war seiner Leistung und seiner Karriere nicht gerade zuträglich; in Rennes allerdings stabilisierte er sich und schoss in den folgenden beiden Spielzeiten jeweils zehn Ligatreffer für die Schwarz-Roten. Dennoch verließ er auch diesen Klub nach nur zwei Jahren und trug anschließend für drei Jahre das Trikot des FC Rouen, dessen Trainer Max Schirschin war. Titel waren mit den Normannen nicht zu gewinnen; 1965 mussten die „roten Teufel“ sogar in die Barrages, um die Klasse zu erhalten.
1966 holte Zweitligist AS Angoulême den erst 29-jährigen Goujon, und Trainer Jacques Favre machte ihn gleich zum Spielführer. Den Aufstieg verpasste die Mannschaft in den folgenden beiden Jahren deutlich, aber im Landespokal spielte sie eine ausgezeichnete Rolle, erreichte zweimal das Halbfinale und scheiterte darin jeweils denkwürdig knapp. 1967 brauchte es drei Spiele gegen Olympique Lyon, die allesamt nach Verlängerung unentschieden standen (3:3 und zweimal 1:1, im dritten Spiel mit einem Treffer von Yvon Goujon), aber anschließend wählte er vor dem entscheidenden Münzwurf die falsche Seite. Im Stade Vélodrome herrschte dieweil zunächst große Verwirrung: weil nur Spieler aus Angoulême das Spielfeld wieder betraten, glaubten etliche Zuschauer, dass der Außenseiter sich für das Endspiel qualifiziert hätte; einzelne Zeitungen, vorschnell per Telefon darüber informiert, veröffentlichten dies sogar in ihren Ausgaben des nächsten Tages. Ein Jahr darauf hätte Angoulême beinahe der AS Saint-Étienne den Doublé verdorben; nach einem 1:1 n. V. gelang es Goujons ehemaligem Verein ASSE erst im Wiederholungsspiel, sich mit 2:1 durchzusetzen und kurz darauf zusätzlich zur Meisterschaft auch den Pokal zu gewinnen.
Von 1970 bis 1972 trainierte der ehemalige Angreifer dann den Zweitdivisionär FC Limoges, anschließend die AS Angoulême. Was später aus ihm geworden ist, ist bisher nicht zu ermitteln.

### Stationen
- AS Saint-Étienne (1954–Ende 1959), 84 Punktspiele/24 Torerfolge
- FC Sochaux (1960), 26/6 (nur die Spiele in D1)
- FC Limoges (1960/61), 22/7
- Stade Rennais (1961–1963), 59/20
- FC Rouen (1963–1966), 88/22
- AS Angoulême (1966–1968, in D2; anschließend bis 1970 als Trainer)
- FC Limoges (1970–1972, als Trainer in D2)
- AS Angoulême (1972–November 1973, als Trainer in D2)

## Nationalspieler
Yvon Goujon hat zwischen September 1960 und Dezember 1963 elf A-Länderspiele für die Équipe tricolore bestritten und in diesem Kreis auch sechs Treffer erzielt. In seinem zweiten Länderspiel (2:6 gegen die Schweiz) erzielte er beide französischen Tore, traf zudem noch fünfmal Pfosten oder Latte des gegnerischen Gehäuses, hatte danach aber wegen seiner Klubwechsel einen Leistungseinbruch zu verzeichnen, so dass er erst anderthalb Jahre später wieder im Trikot der Bleus auflaufen durfte. In der Folgezeit war er unter anderem auch beim 2:2 gegen Westdeutschland (24. Oktober 1962 in Stuttgart) dabei und erzielte mit einem Kopfball die 2:0-Führung; dennoch endete ein Jahr darauf, als Nestor Combin seinen Platz in der Nationalmannschaft einnahm, seine internationale Karriere, die nicht hielt, was sie anfangs versprochen hatte.

## Palmarès
- Französischer Meister: 1957
- Französischer Pokalhalbfinalist 1967 und 1968
- 279 Spiele in der Division 1, 79 Tore
- elf A-Länderspiele mit sechs Torerfolgen für Frankreich, davon zwei Partien in seiner Zeit bei Sochaux, sechs bei Rennes und drei bei Rouen
- Militärweltmeister mit Frankreich: 1957